# 1989年の宝塚歌劇公演一覧
本項目では、1989年の宝塚歌劇公演一覧（1989ねんのたからづかかげきこうえんいちらん）について示す。

## 宝塚大劇場公演
（）内は、作者または演出者名。参考資料は90年史。

### 花組
- 1月1日 - 2月14日
  - 『会議は踊る』（阿古健　脚本・演出）
  - 『ザ・ゲーム』（横澤英雄）

### 雪組
- 2月17日 - 3月28日
  - 『ムッシュ・ド・巴里』（太田哲則）
  - 『ラ・パッション!』（岡田敬二）

### 星組
- 3月30日 - 5月9日
  - 『春の踊り<恋の花歌舞伎>』（酒井澄夫）
  - 『ディガ・ディガ・ドゥ』（小原弘稔）

### 月組
- 5月12日 - 6月27日
  - 『新源氏物語』（柴田侑宏　脚本・演出）
  - 『ザ・ドリーマー』（三木章雄）

### 花組
- 6月30日 - 8月8日
  - 『ロマノフの宝石』（正塚晴彦）
  - 『ジタン・デ・ジタン』（草野旦）

### 雪組
- 8月10日 - 9月19日
  - 『ベルサイユのばら<アンドレとオスカル>』（植田紳爾　脚本、植田紳爾・阿古健　演出）

### 星組
- 9月22日 - 11月7日
  - 『ベルサイユのばら<フェルゼンとアントワネット>』（植田紳爾　脚本、植田紳爾・阿古健　演出）

### 月組
- 11月10日 - 12月19日
  - 『天使の微笑・悪魔の涙』（小池修一郎）
  - 『レッド・ホット・ラブ』（村上信夫）

## 東京宝塚劇場公演
（）内は、作者または演出者名。参考資料は90年史。

### 月組
- 3月4日 - 3月29日
  - 『恋と霧笛と銀時計』（大関弘政）
  - 『レインボー・シャワー』（酒井澄夫）

### 花組
- 4月2日 - 4月29日
  - 『会議は踊る』（阿古健　脚色・演出）
  - 『ザ・ゲーム』（横澤英雄）

### 雪組
- 6月4日 - 6月28日
  - 『ムッシュ・ド・巴里』（太田哲則）
  - 『ラ・パッション!』（岡田敬二）

### 星組
- 7月2日 - 7月30日
  - 『恋の花歌舞伎』（酒井澄夫）
  - 『ディガ・ディガ・ドゥ』（小原弘稔）

### 月組
- 8月3日 - 8月29日
  - 『新源氏物語』（柴田侑宏　脚本・演出）
  - 『ザ・ドリーマー』（三木章雄）

### 雪組
- 11月3日 - 11月28日
  - 『ベルサイユのばら<アンドレとオスカル>』（植田紳爾　脚本、植田紳爾・阿古健　演出）

### 花組
- 12月2日 - 12月26日
  - 『ロマノフの宝石』（正塚晴彦）
  - 『ジタン・デ・ジタン』（草野旦）

## 宝塚バウホール公演
（）内は、作者または演出者名。参考資料は90年史。

### 雪組
- 1月2日 - 1月6日
  - 『ツーロンの薔薇』（小原弘稔）

（昭和天皇逝去のため、7日と8日の公演中止）

### 月組
- 1月14日 - 1月29日
  - 『心中・恋の大和路』（菅沼潤　脚本・演出）

- 2月4日 - 2月14日
  - 赤と黒（柴田侑宏　脚本・演出）

### 花組
- 2月26日 - 3月12日
  - 『硬派・坂本竜馬!』（石田昌也）

### 雪組
- 4月23日 - 5月8日
  - 『イルミネーション・ブラック』（中村暁）

### 星組
- 5月28日 - 6月12日
  - 『誓いの首飾り』（大関弘政　脚本・演出）

### 月組
- 9月17日 - 10月3日
  - 『ウォーター・フロント・ララバイ』（岡田敬二）

### 月・星組
- 11月25日 - 12月17日
  - 『シャンテ・シャンテ・シャンテ』（酒井澄夫）

### 星組
- 12月23日 - 12月30日
  - 『シチリアの風』（太田哲則　脚本・演出）

## その他の日本公演
（）内は、作者または演出者名。参考資料は90年史。

### 星組
- 2月3日 - 2月14日　名古屋・中日劇場
  - 『戦争と平和』（植田紳爾　脚本・演出）

### 花組・特別
- 2月25日 - 2月27日　東京・簡易保険ホール
  - 『タイム・アダージオ』（小池修一郎）

### 雪組
- 4月15日 - 4月30日　一宮、多治見、竜ヶ崎、伊勢崎、浦和、市川、茅ヶ崎、和歌山、松阪、知多、大津、瀬戸
  - 『たまゆらの記』（柴田侑宏　脚本・演出）
  - 『ダイナモ!』（小原弘稔）

- 5月2日 - 5月7日　福岡市民会館
  - 『たまゆらの記』（柴田侑宏　脚本・演出）
  - 『ダイナモ!』（小原弘稔）

### 花組
- 9月9日 - 10月1日　豊田、刈谷、町田、武蔵村山、調布、多摩、柏、市原、仙台、多賀城、小山、守山、半田、四日市、尾西、犬山
  - 『春ふたたび』（植田紳爾）
  - 『ザ・レビュースコープ'89』（横澤英雄）

### 雪組・特別
- 9月30日 - 10月5日　東京・日本青年館
  - 『おもかげ草紙』（谷正純）

## ニューヨーク（ラジオ・シティ）公演
参考資料は80年史。
- 1989年10月24日大阪国際空港出発、11月17日大阪国際空港帰着

公演日と公演地
- 10月25日 - 10月29日（6回）　ニューヨーク（ラジオ・シティ・ミュージック・ホール）

主催等
- 主催：ラジオ・シティ・ミュージック・ホール・プロダクション
- 特別協賛：三菱グループ6社、ほか4社
- 協力：関西テレビ

演目
『TAKARAZUKA』
第1部：『宝塚をどり讃歌』（作・演出：植田紳爾）
第2部：『タカラヅカ・フォーエバー』（作・演出：小原弘稔）
スタッフ
- 団長：坂治彦
- マネージャー：高野賢一、飯島健、小林公一
- 演出：植田紳爾、小原弘稔
- 音楽指揮：橋本和明

ほか、計27人
参加生徒
- 松本悠里
- 宝純子
- 萬あきら
- 大浦みずき
- 瀬川佳英
- 飛鳥裕
- 夏美よう
- 葵美哉
- ひびき美都
- 紫苑ゆう

- こだま愛
- 梢真奈美
- 洲悠花
- 峰丘奈知
- 名月かなで
- 千珠晄
- 安寿ミラ
- 愛甲充
- 舞希彩
- 大峯麻友

- 波音みちる
- 英真なおき
- 鏡ちとせ
- 希波千愛
- 若央りさ
- 美月亜優
- 友麻夏希
- 高嶺ふぶき
- 英りお
- 醍代かつら

- 麻丘奈里
- 乙原愛
- いつき吟夏
- 詩乃優花
- 万里柚美
- 夏妃真美
- 和光一
- 風見玲央
- 朋舞花
- 稔幸

- 荻代彩乃
- 華陽子
- 多彩しゅん
- 夏河ゆら
- 愛華みれ
- 夢乃千琴
- 毬央みつき
- 秋野さとみ
- 香寿たつき
- 茜このみ

- 真織由季
- 五峰亜季
- 萌水せりか
- 雅景
- 霧原翔子
- 紫吹淳
- 路あかり
- 天海祐希
- 夏城令
- 匠ひびき

- 五条まい

（61人）